# 魔法とHのカンケイ。
『魔法とHのカンケイ。』は2004年11月26日にういんどみるより発売された18禁恋愛アドベンチャーゲームである。ういんどみるオフィシャルダウンロードストアよりダウンロード版が販売されている。

## ストーリー
（出典：）
魔法に関連した部活動が盛んな私立鳳林学園。主人公・牧野健人は鳳林学園の生徒会で書記を務めていた。
ある日、健人は生徒会長にとある仕事を任される。廃部寸前になっている3つの研究部に、「魔術と性の関係」がテーマのレポートを提出させなければならない。提出できなければ処罰があるという事態に、健人は各研究部の部長達に協力することを決める。健人と3人の部長は、レポートを完成させることができるのだろうか。

## 登場人物

### メインキャラクター
牧野 健人（まきの たけひと）
身長：175cm 体重：68kg
本作の主人公。鳳林学園の2年生で生徒会の書記を務めている。美男子のため女子から人気がある。同年代の男子と同じく、そこそこスケベである。
桃園 かりん（ももぞの かりん）
声 - 野神奈々
身長：151cm 体重：44kg
B/W/H 78(A)/55/82
学園の2年生であり、黒魔術研究部の唯一の部員。主人公の幼なじみで、昔から健人に好意を持っている。陽気な性格だが、オカルトを好む。少しだけ露出癖がある。
姫宮 亜弥乃（ひめみや あやの）
声 - ありす
身長：155cm 体重：49kg
B/W/H 92(F)/56/86
学園の2年生であり、霊術研究部の唯一の部員。温室育ちのお嬢様なため、父親以外の男と会話をしたことがほとんどない。そのため、性知識がまったくない。性格は温和で実直。
風祭 子猫（かざまつり こねこ）
声 - 山根茜
身長：135cm 体重：29kg
B/W/H 66(AA)/53/72
学園の1年生であり、忍術研究部の唯一の部員。忍者の血筋であり、くの一の書物に目を通すことが多いため、小さな体躯には似合わず性知識は豊富である。子供っぽい外見通りに、性格は喜怒哀楽がはっきりとしている。忍者としての実力は高い。

### サブキャラクター
鷺沼 薫（さぎぬま かおる）
声 - 菱勝
身長：180cm 体重：67kg
学園の2年生であり、生徒会長を務めている。鷺沼グループという巨大企業の御曹司である。主人公とは仲がいい。双子の妹がいる。
鷺沼 エリカ（さぎぬま えりか）
声 - 安玖深音
身長：158cm 体重：50kg
B/H/W 81(B)/55/84
学園の2年生であり、ESP研究部の部長を務めている。鷺沼薫の双子の妹である。兄を溺愛しており、兄と仲がいい健人のことが気になっている。
美咲 鳴（みさき めい）
声 - 本山美奈
身長：162cm 体重：55kg
B/H/W 89(E)/58/86
学園の数学教師であり、ESP研究部の顧問。健人のクラス担任も務めている。純粋な性格であり、生徒からの人気が高い。穏やかな外見からは想像できないが、弱小だったESP研究部を文化部でナンバーワンの優良部に育て上げるほど、教師として優秀である。

## 用語
（出典：）
私立鳳林学園（しりつほうりんがくえん）
5年前に共学制に移行したばかりの私立校。以前は女子校であったため、未だに女子の数が多い。運動系よりも文化系の部活に力を入れている。魔法関連の部活動が盛ん。
鳳生会（ほうせいかい）
鳳林学園の生徒会。現会長により部活動の予算の削減を目指している。
ESP研究部
39人の部員を持つ文化系の研究部。優良な部活動として学園の模範になっている。
黒魔術研究部
黒魔術を研究する部活動。部室のドアがあまりにも不気味なために新入生がいない。3年生が引退後はかりんが唯一の部員である。
霊術研究部
霊力を高めることを目的とする研究部。霊力を持つ人間はまれなため、部員は亜弥乃1人しかいない。
忍術研究部
忍術を会得するための研究部。2年生の部員がいなかったため、3年生の引退と共に部員が子猫1人になってしまった。部室の入口は隠し扉になっている。

## 主題歌
オープニング「魔法と恋のカンケイ。」
作詞：ちゃとら / 作曲：上松範康（Elements Garden） / 歌：NANA
エンディング「出会いの魔法」
作詞：木之本みけ / 作・編曲：菊田大介（Elements Garden） / 歌：KAKO